# Een kus van een Rus
Een kus van een Rus (Engels: Chase Me, Comrade!) is een klucht van Ray Cooney, in het Nederlands vertaald door J. van der Heijden en uitgevoerd door het Theater van de Lach. Op 2 mei 1981 is deze klucht voor het eerst uitgezonden door de TROS.

## Verhaal
Joeri Petrovian (Frits Hassoldt), een Russische balletdanser, besluit om het communistische Rusland te ontvluchten en krijgt hierbij hulp van danseres Sabine Zorelli (Karla Wildschut). Onbedoeld worden ook de andere personages, woonachtig in en om het huis van commandant Snijders (Johan Sirag), bij de plannen van het dansende duo betrokken. Dit is het begin van vele moeilijkheden en persoonsverwisselingen. Met behulp van zijn vriendin Nanni Snijders (Ellen Veger), de dochter van de commandant, probeert Boebi Bus (John Lanting) die moeilijkheden het hoofd te bieden.

## Rolverdeling
namen op volgorde van opkomst
- Ellen Veger - Nannie Snijders
- Johan Sirag - Commandant Snijders
- Flip Heeneman - Willems
- Karla Wildschut - Sabine Zorelli
- Frits Hassoldt - Joeri Petrovian
- John Lanting - Boebi Bus
- Lex de Regt - De Laat
- Hans Beijer - Agent Balstra
- Berry Kievits - Johanna Snijders
- Gerard Walden - Harry Morèt

## Crew
- Inspeciënten: Gerrie Ilbrink, Hans Spruit
- Decorontwerp en -bouw: Chiel de Mey
- Technische realisatie: NOS Facilitair Bedrijf
- Productie-assistente: Gonnie Ninaber
- Regie-assistente: Riek ter Haar

## Trivia
- In 1981 speelde Berry Kievits samen met haar man Gerald Walden mee in deze klucht.
- Ellen Veger wordt wat betreft deze klucht in diverse media fout benoemd als Ellen Vogel.